# Halowe Mistrzostwa Stanów Zjednoczonych w Lekkoatletyce 2011
Halowe Mistrzostwa Stanów Zjednoczonych w Lekkoatletyce 2011 – halowe zawody lekkoatletyczne, które odbywały się w Albuquerque 26 i 27 lutego.

## Rezultaty

### Mężczyźni
| Konkurencja:              | 1. miejsce       | Rezultat   | 2. miejsce      | Rezultat | 3. miejsce       | Rezultat   |
| Bieg na 60 m              | Michael Rodgers  | 6,48 PB    | D'Angelo Cherry | 6,54 SB  | Rubin Williams   | 6,61 SB    |
| Bieg na 400 m             | Michael Courtney | 46,11 SB   | Tavaris Tate    | 46,53 SB | James Howell     | 46,57 PB   |
| Bieg na 800 m             | Duane Solomon    | 1:48,03 SB | Tetlo Emmen     | 1:48,35  | Mark Wieczorek   | 1:48,38 SB |
| Bieg na milę              | Jeff See         | 4:04,63    | Aaron Braun     | 4:04,83  | Garrett Heath    | 4:04,91    |
| Bieg na 3000 m            | Bernard Lagat    | 7:57,17    | Galen Rupp      | 7:59,91  | Aaron Braun      | 8:02,59    |
| Bieg na 60 m przez płotki | Omo Osaghae      | 7,52 PB    | Kevin Craddock  | 7,58     | Jason Richardson | 7,60 SB    |
| Skok wzwyż                | Jesse Williams   | 2,28       | Jamie Nieto     | 2,25 SB  | James Harris     | 2,25 PB    |
| Skok o tyczce             | Mark Hollis      | 5,60       | Jason Colwick   | 5,40     | Rory Quiller     | 5,40       |
| Skok w dal                | Jeremy Hicks     | 7,67       | Jarod Tobler    | 7,64     | Chaz Thomas      | 7,56 PB    |
| Trójskok                  | Rafeeq Curry     | 16,88 PB   | Alphonso Jordan | 16,57 PB | Brandon Roulhac  | 16,56      |
| Pchnięcie kulą            | Ryan Whiting     | 21,35 SB   | Dan Taylor      | 20,19 SB | Adam Nelson      | 20,15      |
| Rzut ciężarkiem           | Jake Freeman     | 24,08      | A.G. Kruger     | 23,73 SB | Mike Mai         | 23,72 PB   |

### Kobiety
| Konkurencja:              | 1. miejsce             | Rezultat    | 2. miejsce           | Rezultat   | 3. miejsce         | Rezultat   |
| Bieg na 60 m              | Alex Anderson          | 7,12 PB     | Carmelita Jeter      | 7,13 SB    | Shalonda Solomon   | 7,15 PB    |
| Bieg na 400 m             | Natasha Hastings       | 50,83 SB    | DeeDee Trotter       | 51,36 SB   | Mary Wineberg      | 51,56      |
| Bieg na 800 m             | Phoebe Wright          | 2:02,27     | Erica Moore          | 2:02,92 PB | Heather Kampf      | 2:04,30 SB |
| Bieg na milę              | Jenny Simpson          | 4:34,96     | Heidi Dahl           | 4:36,35 PB | Gabrielle Anderson | 4:36,64    |
| Bieg na 3000 m            | Jenny Simpson          | 9:02,20     | Sara Hall            | 9:03,91 SB | Allie Kieffer      | 9:35,89    |
| Bieg na 60 m przez płotki | Kellie Wells           | 7,79 PB     | Nichole Denby        | 8,00 SB    | Yvette Lewis       | 8,03       |
| Skok wzwyż                | Epley Bullock          | 1,86        | Becky Christensen    | 1,83       | Megan Seidl        | 1,80       |
| Skok o tyczce             | Jenn Suhr              | 4,86 AR PB  | Becky Holliday       | 4,55 SB    | Melinda Owen       | 4,55 PB    |
| Skok w dal                | Janay DeLoach          | 6,99 PB     | Brittney Reese       | 6,86 SB    | Funmi Jimoh        | 6,66 SB    |
| Trójskok                  | Shakeema Welsch        | 13,66 SB    | Amanda Smock         | 13,63 SB   | Toni Smith         | 13,62 SB   |
| Pchnięcie kulą            | Jill Camarena-Williams | 19,87 AR PB | Sarah Stevens-Walker | 17,96 SB   | Chandra Brewer     | 16,32      |
| Rzut ciężarkiem           | Amber Campbell         | 24,21 SB    | Loree Smith          | 22,11 SB   | Kristin Smith      | 20,97 PB   |